# Toni Morrison
Toni Morrison (Lorain (Ohio), 18 februari 1931 - New York, 5 augustus 2019) was een Amerikaanse schrijfster.
In 1993 ontving ze de Nobelprijs voor Literatuur voor haar oeuvre. In 2012 ontving zij de hoogste civiele Amerikaanse onderscheiding: de Presidential Medal of Freedom. Een aantal van haar boeken wordt gezien als klassiekers van de Amerikaanse literatuur, waaronder The Bluest Eye, Beloved (waarmee zij een Pulitzerprijs won), en Song of Solomon. Haar stijl is bijzonder door thema's van epische proporties, levendige dialogen en tot in detail uitgewerkte Afro-Amerikaanse personages.

## Vroege jaren
Ze werd geboren als tweede in een gezin met vier kinderen als Chloe Anthony Wofford in Lorain, Ohio. Ze was een verwoed lezer, en haar vader vertelde haar veel volksvertellingen uit zijn cultuur.
Ze studeerde letteren aan de Howard-universiteit in Washington en veranderde in die periode haar naam in "Toni", naar haar doopnaam "Anthony", met als reden dat mensen het lastig vonden om Chloe uit te spreken. Ze ontving haar Bachelor of Arts-graad in 1953 en studeerde daarna voor haar Master of Arts-graad aan de Cornell-universiteit.

## Docentschappen
Na haar afstuderen gaf ze Engels aan de Texas Southern University in Houston (Texas) en keerde daarna terug naar Howard om les te geven. In 1958 trouwde ze met Harold Morrison. Ze kregen twee kinderen. Ze scheidden in 1964. Na haar scheiding verhuisde ze naar Syracuse (New York), waar ze als redacteur werkte. Als redacteur voor Random House speelde ze een belangrijke rol in het onder de aandacht brengen van Afro-Amerikaanse literatuur.
Ze gaf ook les aan de State University of New York. In 1984 kreeg ze een Albert Schweitzer leerstoel toegewezen aan de Universiteit van Albany in New York. Vanaf 1989 was ze lange tijd de Robert F. Goheen-professor in de Letteren aan de Princeton-universiteit. In mei 2006 nam ze afscheid. In 2005 kreeg ze een eredoctoraat van de Universiteit van Oxford.
In april 2006 was ze te gast op het PEN World Voices-festival in New York, een jaarlijks festival dat wordt georganiseerd door PEN International. Onder de genodigden waren dat jaar behalve Morrison ook auteurs David Grossman, Jeanette Winterson, Margaret Atwood, Anne Provoost en Orhan Pamuk.

## Boeken: korte omschrijving

### The Bluest Eye(Het blauwste oog) (1970)
De hoofdpersoon van het boek is Pecola Breedlove, een jonge zwarte vrouw die iedere avond bidt dat ze een schoonheid met blauwe ogen wil worden, net als Shirley Temple. Haar familie heeft verschillende problemen, en ze denkt dat alles in orde zou zijn, als ze maar blauwe ogen had. Het boek is controversieel, niet alleen om het onderwerp, maar ook om de structuur. Morrison gebruikt een niet-chronologische structuur en meerdere vertellers zodat een versplinterde en veelzijdige benadering ontstaat.

### Sula(1973)
Sula gaat over twee zwarte vriendinnen, Sula en Nel, en hun leven in Medallion, Ohio. Een moeder steekt er haar junkie-zoon in brand met kerosine. Het boek werd genomineerd voor de National Book Award.

### Song of Solomon(Het lied van Solomon/De hemelvaart van Solomon) (1977)
Haar derde boek, Song of Solomon, bracht haar in het spotlicht. Het boek was een van de keuzes in de Amerikaanse "Boek-van-de-maand" club - dit was de eerste keer dat een Afro-Amerikaanse schrijver hiervoor werd gekozen na Richard Wrights Native Son in 1940. Het boek volgt het leven van Macon "Milkman" Dead III, van zijn geboorte tot zijn dood, in een stad ergens in Michigan. Met dit boek won Morrison de National Book Critics Circle Award.

### Tar Baby(Zwarte Lokvogel/Teer) (1981)
Tar Baby speelt zich af in het grote Caraïbische huis van een blanke miljonair. Thema's in het boek zijn rassenidentiteit, seksualiteit, klasse en familierelaties.
Een nieuwe vertaling van dit boek met als titel Teer verscheen in 2023 bij uitgeverij Atheneum – Polak & Van Gennep, vertaald door Nicolette Hoekmeijer, met een nawoord van Neske Beks.

### Beloved(Beminde) (1987)
Beloved is losweg gebaseerd op het leven en de rechtszaak van Margaret Garner. Sethe is een voormalige slaaf, die tijdens haar ontsnapping Beloved, haar tweejarige dochter, ombrengt zodat deze haar leven niet in slavernij hoeft door te brengen. De dochter speelt niettemin een rol in het verhaal. Het boek volgt de traditie van de slavenverhalen, maar spreekt ook over de pijnlijke en taboe-onderwerpen zoals seksueel en ander geweld.
Met het boek won Morrison de Pulitzerprijs voor fictie. Het werd verfilmd in 1998, met Oprah Winfrey en Danny Glover. Morrison gebruikte het verhaal van Margaret Garner opnieuw voor de opera Margaret Garner. In mei 2006 bekroonde de New York Times het boek als de beste Amerikaanse roman van de laatste 25 jaar.

### Jazz(1992)
In dit boek gebruikte Morrison een bijzondere vertelstijl om de improvisatie, die zo gewoon is in de jazzmuziek, na te bootsen. Het verhaal gaat over een ouder wordend stel, dat de liefde voor elkaar verliest. De man schiet uiteindelijk zijn maîtresse dood. Tijdens de begrafenis bewerkt zijn echtgenote het lijk met een mes.

### Paradise(Het Paradijs) (1998)
Dit is het eerste boek dat Morrison uitbracht nadat ze de Nobelprijs ontving. Het verhaalt over de geschiedenis en sociale onrust in een klein geheel-zwart stadje, vanaf het moment dat de stad ontstaat, tot de seksuele en sociale revolutie in het midden van de 20e eeuw. De hoofdstukken in het boek zijn vernoemd naar de vrouwelijke hoofdpersonen. Dit boek werd omwille van het opruiende karakter verboden in Amerikaanse gevangenissen.

### Love(Liefde) (2003)
Love is het verhaal van Bill Cosey, een fascinerende, doch overleden, hoteleigenaar. Het gaat eigenlijk om de mensen om hem heen, die ook lang na zijn dood nog door hem worden beïnvloed. De hoofdfiguren zijn Christine, zijn kleinkind, en Heed, zijn weduwe. De twee zijn van dezelfde leeftijd, en waren eens vrienden, maar 40 jaar na Cosey's dood zijn ze gezworen vijanden, alhoewel ze nog steeds in hetzelfde huis wonen. Morrison gebruikte opnieuw de fragmentarische vertelstijl, en het verhaal komt pas op het eind helemaal bij elkaar.

### A Mercy(Een daad van barmhartigheid) (2008)
In A Mercy verrijkt een 17de-eeuwse Amerikaanse kolonist zich in de rumhandel, waarna hij een protserig huis bouwt, dat vervolgens als decor dient voor het verhaal in deze roman van Toni Morrison, waarin de "oerzonden" van de Amerikaanse cultuur worden blootgelegd: de slavernij en de bijna-uitroeiing van de American Natives ("indianen").

### Thuis(Home) (2012)
Een getraumatiseerde veteraan van de Koreaanse oorlog keert in de jaren vijftig van de 20e eeuw terug naar de Verenigde Staten om zijn zieke zuster te bezoeken.

### God sta het kind bij(God help the child) (2015)
Ondanks het gebrek aan moederliefde ontwikkelt haar donkergekleurde dochter zich tot een succesvolle, zelfverzekerde zakenvrouw.

### Romans
- The Bluest Eye. Knopf (1970). ISBN 0452287065.
- Sula. Knopf Doubleday Publishing (1973). ISBN 140003343-8.
- Song of Solomon. Knopf Doubleday Publishing (1977). ISBN 140003342X.
- Tar Baby. Knopf Doubleday Publishing (1981). ISBN 1400033446.
- Beloved. Knopf (1987). ISBN 1400033411.
- Jazz. Knopf Doubleday Publishing (1992). ISBN 1400076218.
- Paradise. Knopf (1998). ISBN 0679433740.
- Love. Knopf (2003). ISBN 0375409440.
- A Mercy. Knopf (2008). ISBN 978-0307264237.
- Home. Knopf (2012). ISBN 978-0307594167.
- God Help the Child. Knopf (2015). ISBN 978-0307594174.

### Kinderboeken (met haar zoon Slade Morrison)
- The Big Box (1999). ISBN 978-0786823642.
- The Book of Mean People (2002). ISBN 978-0786805402.
- Remember: The Journey to School Integration (2004). ISBN 978-0618397402.
- Who's Got Game?: The Lion or the Mouse? (2003)
- Who's Got Game?: The Ant or the Grasshopper (2003)
- Who's Got Game?: Poppy or the Snake? (2004)
- Who's Got Game?: The Mirror or the Glass? (2007)
- Peeny Butter Fudge (2009). ISBN 978-1442459007.
- Little Cloud and Lady Wind (2010). ISBN 1416985239.
- Please, Louise (2014). ISBN 978-1416983385.
- A Toni Morrison Treasury: The Big Box; The Ant or the Grasshopper?; The Lion or the Mouse?; Poppy or the Snake?; Peeny Butter Fudge; The Tortoise or the Hare; Little Cloud and Lady Wind; Please, Louise (2023). ISBN 9781665915540.

### Korte verhalen
- Recitatif (1983)
- Sweetness (2015)[7]

### Toneelstukken
- N'Orleans: The Storyville Musical (première in 1982[8])
- Dreaming Emmet (première in  1986)
- Desdemona (muziektheater met muziek door Rokia Traoré en geregisseerd door Peter Sellars, première in 2011 in Wenen[9])

### Libretto
- Margaret Garner (opera, première in 2005[2])

### Historische boeken
- The Black Book (1974)
- Playing in the Dark (Spelen in het donker) (1993)
- The Dancing Mind: Speech Upon Acceptance of the National Book Foundation Medal for Distinguished Contribution to American Letters (1996)
- Remember: The Journey to School Integration (april 2004)
- The Origin of Others (De herkomst van anderen) (2017) ISBN 9789403129907